# شکربوته آفریقایی
شکربوته آفریقایی (نام علمی: Protea gaguedi) نام یک گونه از سرده شکربوته‌ها است.